# Кош-Агач
Кош-Ага́ч (рос. Кош-Ага́ч) — село в Росії, центр Кош-Агацького району Республіки Алтай і Кош-Агацького сільського поселення.

## Фізико-географічна характеристика
Знаходиться за 465 км від Горно-Алтайська на березі річки Чуя на федеральній автомобільній дорозі М52 «Чуйський тракт». Село розташоване посеред пустельного Чуйського степу, по якому можна їхати в будь-якому напрямку, як по дорозі. Погода в Кош-Агачі зазвичай сонячна, опадів випадає мало. Цей район вважається одним з найбільш сонячних у Росії. За Кош-Агачем починається прикордонна зона, тому для відвідування цього району знадобиться спеціальний пропуск, який можна отримати в Горно-Алтайську, Акташі або у самому Кош-Агачі. До кордону з Монголією близько 65 км.

### Клімат
Село знаходиться у зоні, котра характеризується континентальним субарктичним кліматом. Найтепліший місяць — липень із середньою температурою 14.3 °C (57.8 °F). Найхолодніший місяць — січень, із середньою температурою -29.2 °С (-20.6 °F).
| Клімат Кош-Агача        | Клімат Кош-Агача | Клімат Кош-Агача | Клімат Кош-Агача | Клімат Кош-Агача | Клімат Кош-Агача | Клімат Кош-Агача | Клімат Кош-Агача | Клімат Кош-Агача | Клімат Кош-Агача | Клімат Кош-Агача | Клімат Кош-Агача | Клімат Кош-Агача | Клімат Кош-Агача |
| Показник                | Січ.             | Лют.             | Бер.             | Квіт.            | Трав.            | Черв.            | Лип.             | Серп.            | Вер.             | Жовт.            | Лист.            | Груд.            | Рік              |
| Абсолютний максимум, °C | −2               | −1               | 10               | 17               | 23               | 28               | 31               | 28               | 26               | 17               | 6                | −3               | 31               |
| Середній максимум, °C   | −23              | −17              | −4               | 5                | 13               | 18               | 20               | 18               | 13               | 2                | −11              | −21              | 1                |
| Середня температура, °C | −29,2            | −25,5            | −13,8            | −0,8             | 6,6              | 12,5             | 14,3             | 12,3             | 6,1              | −3,3             | −16,5            | −25,7            | −5,2             |
| Середній мінімум, °C    | −34              | −33              | −18              | −8               | 0                | 5                | 7                | 5                | −1               | −11              | −22              | −32              | −11              |
| Абсолютний мінімум, °C  | −48              | −47              | −36              | −21              | −11              | −3               | 0                | −2               | −23              | −25              | −37              | −47              | −48              |
| Норма опадів, мм        | 3                | 1.7              | 1.3              | 4.3              | 8                | 19.7             | 34.9             | 24.2             | 9.1              | 4.2              | 4.9              | 4.2              | 119.4            |
| Днів з дощем            | 5                | 3                | 2                | 1                | 3                | 5                | 10               | 7                | 3                | 2                | 4                | 6                | 57               |
| Вологість повітря, %    | 82               | 80               | 74               | 57               | 52               | 54               | 60               | 58               | 58               | 64               | 73               | 78               | 66               |
| ----------------------- | ---------------- | ---------------- | ---------------- | ---------------- | ---------------- | ---------------- | ---------------- | ---------------- | ---------------- | ---------------- | ---------------- | ---------------- | ---------------- |
| Джерело: Weatherbase    |                  |                  |                  |                  |                  |                  |                  |                  |                  |                  |                  |                  |                  |

## Історія
Кош-Агач засновано в 1801. Зазнав активного розвитку в 1820-1840-х рр. російськими купцями. Історія села пов'язана з розвитком культурних і економічних відносин між Алтаєм і Монголією, що входила до 1880-х років до складу Китайської імперії. Кош-Агач ріс як торговий центр півдня Гірського Алтаю.

## Археологія
У 1993, у Кош-Агацькому районі при розкопках кургану «Ак-Алаха» було знайдено забальзамоване тіло «Укокської принцеси» — молодої пазирицької жінки, яка жила тут близько 25 століть тому. Ця знахідка була визнана світовим відкриттям XX століття. В околицях Кош-Агач були також виявлені наскельні малюнки, у тому числі за 10 км від Кош-Агач по дорозі на Ташанту.

## Релігія
У селі є православна церква святих Петра і Павла. Парафія належить до Горноалтайської єпархії Російської православної церкви.